# Phàn tước mũ lửa
Cephalopyrus flammiceps là một loài chim trong họ Paridae.